# Sarmatia obvia
Sarmatia obvia är en fjärilsart som beskrevs av George Francis Hampson. Sarmatia obvia ingår i släktet Sarmatia och familjen nattflyn. Inga underarter finns listade.